# Nagorszki járás

A Nagorszki járás a Kirovi területen

A Nagorszki járás (oroszul Нагорский район) Oroszország egyik járása a Kirovi területen. Székhelye Nagorszk.

## Népesség
- 1989-ben 16 577 lakosa volt.
- 2002-ben 13 186 lakosa volt.
- 2010-ben 10 336 lakosa volt, melyből 9 836 orosz, 107 ukrán.